# Погонина, Наталья Андреевна
Ната́лья Андре́евна Пого́нина (род. 9 марта 1985, Владивосток) — российская шахматистка, гроссмейстер среди женщин (2004), гроссмейстер России (2006), заслуженный мастер спорта России (2016). Чемпионка Европы (2011), многократный призёр первенств Европы и мира, победительница Олимпиад (2012, 2014) и бронзовый призёр командного чемпионата мира 2013 в составе сборной России. Чемпионка России (2012, 2018).

## Биография
Погонина родилась во Владивостоке, позже семья переехала на Камчатку. Первой стала победа на чемпионате школы по шашкам. В шахматы начала играть в 5 лет, в Петропавловске-Камчатском занималась с Леонидом Ивановичем Ганькиным. В 1998 году стала чемпионкой России до 14 лет, а вскоре стала заниматься с известным тренером Павлом Владимировичем Лобачём и переехала для этого в Саратов.
В 2000 и 2003 году Погонина выигрывала чемпионаты Европы до 16 и до 18 лет, также разделила 2-3 места на юношеском чемпионате мира 2003 года с Натальей Здебской. Позже стала выигрывать международные турниры: в 2005 году Мемориал Елизаветы Быковой, в 2007 году — Мемориал Людмилы Руденко и Кубок Северного Урала. В том же 2007 году впервые вышла в Суперфинал ЧР и с тех пор постоянно принимала в них участие. С декабря 2009 по март 2010 года Погонина играла партию «против сообщества Chess.com» и выиграла её. Позже была сыграна партия против остального мира, и её соперники завершили вничью.
В 2009 году выиграла Moscow Open, заняла 3-е место на чемпионате Европы (делёж 3-9), после чего превысила рейтинг 2500. В 2010 году она разделила 1-е место на чемпионате России с Алисой Галлямовой, но проиграла ей на тай-брейке. В 2011 году Погонина попала в основной состав сборной России. Она выиграла командный чемпионат Европы 2011, Кубок европейских клубов, позже стала серебряном призёром командного чемпионата мира.
В 2012 году Погонина впервые выиграла чемпионат России, в составе сборной России победила на Олимпиаде, в 2013 году заняла 3-е место на чемпионате мира и 2-е на чемпионате Европы. В 2014 году вновь выиграла Олимпиаду. В 2015 году участвовала в чемпионате мира, дошла до финала, уступив Марии Музычук, и стала вице-чемпионкой мира. На пути к финалу обыграла Го Ци, Цзюй Вэньцзюнь, Мари Себаг, Чжао Сюэ и Пию Крамлинг.
Погонина участвовала в Суперфинале чемпионата России 2017, разделила 1-2 место с Александрой Горячкиной, но уступила первенство на тай-брейке. В следующем году она во второй раз стала чемпионкой, обыграв на тай-брейке Ольгу Гирю. В Суперфинале 2019 года Гиря и Погонина вновь разделили 1-е место, но Гиря одержала победу. В конце 2019 года разделила 4-8 места на чемпионате мира по рапиду.
В 2021 году заняла 9-е место на турнире «Большая швейцарка ФИДЕ». В 2021 и 2022 годах Погонина также участвовала в чемпионатах России, но не смогла занять призовые места.
Погонина более 10 раз в составе разных клубов побеждала и становилась призёром командных чемпионатов России: (2021), (2023), (2024).

В 2007 году в Кубке Северного Урала обыграла бывшую чемпионку мира Антоанету Стефанову, применив архангельский вариант испанской партии, и стала одним из лидеров турнира.
[Event "North Urals Cup (Women) 5th"]
[Site "Krasnoturinsk"]
[Date "2007.07.26"]
[Round "5"]
[White "Pogonina, Natalija"]
[Black "Stefanova, Antoaneta"]
[Result "1-0"]
[GameId "qnenZrJ7"]
[WhiteElo "2429"]
[BlackElo "2481"]
[Variant "Standard"]
[TimeControl "-"]
[ECO "C78"]
[Opening "Ruy Lopez: Morphy Defense, Neo-Arkhangelsk Variation"]
[Termination "Normal"]
[Annotator "lichess.org"]
1. e4 e5 2. Nf3 Nc6 3. Bb5 a6 4. Ba4 Nf6 5. O-O Bc5 6. c3 b5 7. Bc2 d6 8. a4 Bg4 9. h3 Bxf3 10. Qxf3 b4 11. a5 O-O 12. d3 Rb8 13. Nd2 d5 14. exd5 bxc3 15. bxc3 Nxd5 16. d4 exd4 17. Qd3 g6 18. Qc4 Rb5 19. Ne4 Ne5 20. Qxd5 d3 21. Qxd8 Rxd8 22. Ba4 Rxa5 23. Bg5 Rb8 24. Bf6 Bf8 25. Bxe5 1-0

## Вне профессиональных шахмат

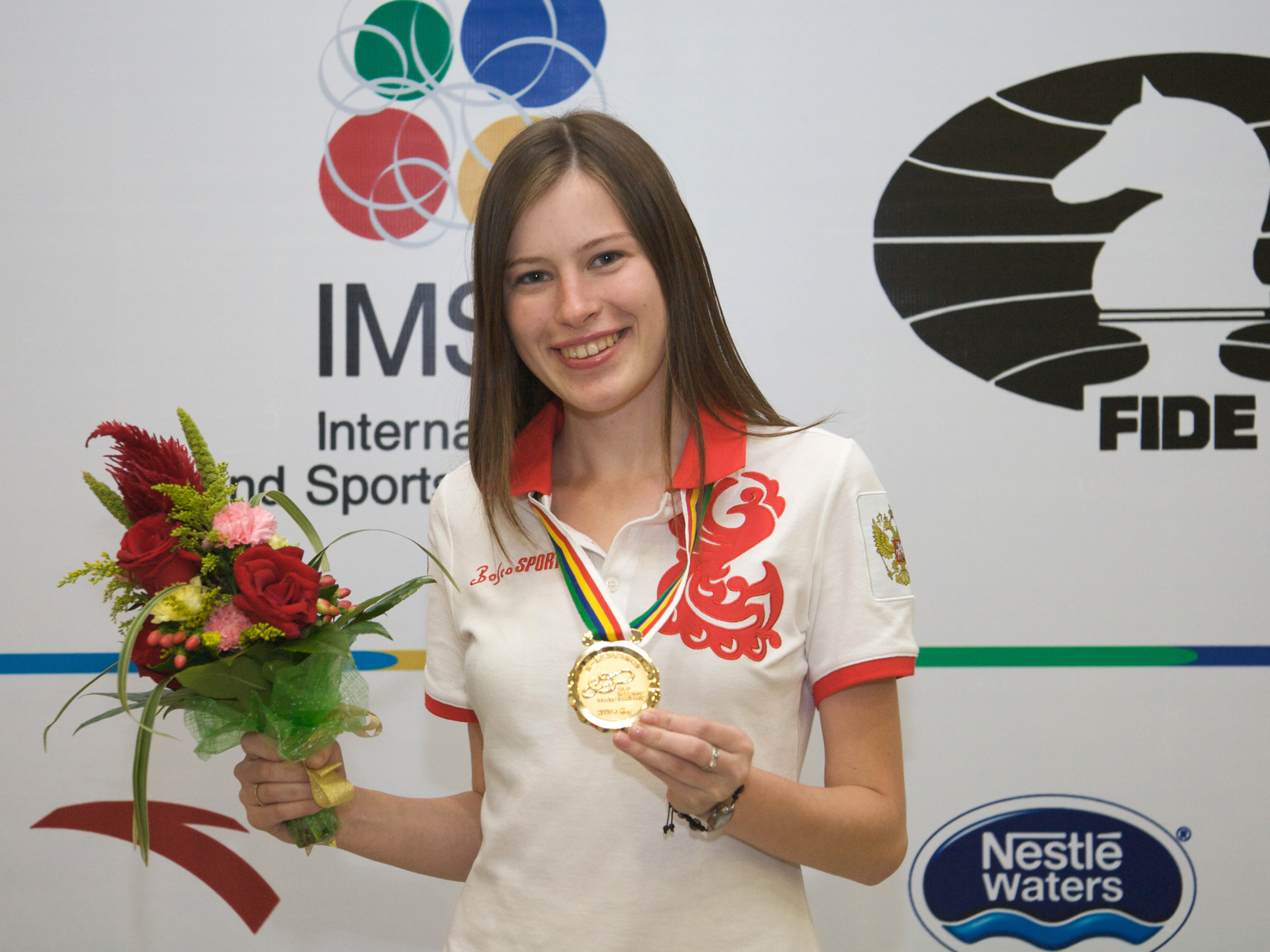
В 2008 году

В 2008 году Погонина окончила СГАП c красным дипломом. В июне 2009 года вышла замуж за Петра Жданова, в 2010 году у них родился сын. Жданов (род. 8 января 1986) — IT-специалист, ведущий мировой эксперт по дебатам (автор двух книг и множества статей) победитель множества турниров, главный редактор журнала «Дебаты в СНГ», блогер и шахматист. Погонина и Жданов хотели выпустить книгу под названием «Шахматная Камасутра». Она не вышла, но в 2010 году привлекла внимание международных СМИ.
Погонина — автор шахматных новостей для Chess.com с 2009 года, также имеет блог на Sports.ru.
В 2010 году заключила контракт с индийским разработчиком 99Games, чтобы принять участие в создании игры для iPhone Chess Elite.

## Награды
- Медаль ордена «За заслуги перед Отечеством» II степени (25 октября 2014 года) — за большой вклад в развитие физической культуры и спорта, высокие спортивные достижения на XXXXI Всемирной шахматной олимпиаде в городе Тромсё (Норвегия)[5][38].